# École ionienne (philosophie)

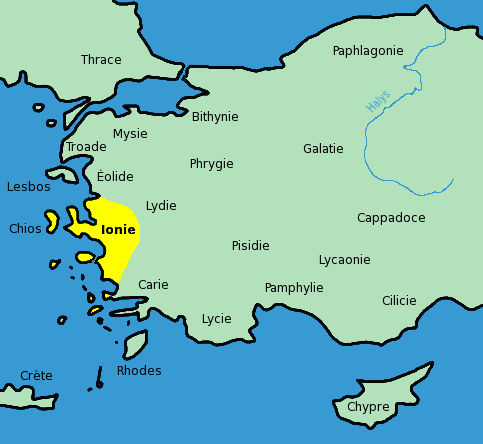
L'Ionie en Asie mineure.

Pour les articles homonymes, voir École ionienne.
L'école de philosophie ionienne est une école de pensée de la Grèce antique, incluant l'École milésienne ainsi que notamment Héraclite.
L'Ionie désigne la côte occidentale de l'Asie mineure. Milet est une ville située dans le sud de l'Ionie. Outre les trois philosophes de Milet (Thalès, Anaximène et Anaximandre), on compte parmi les philosophes ioniens Phérécyde, Héraclite, Diogène d'Apollonie, Anaxagore et Archélaos.
Le nom d'école ne doit pas laisser entendre que l'on a affaire à une structure organisée comme le sera l'Académie de Platon. L'école de Milet est ainsi désignée parce que les penseurs qu'on y inclut présentent un caractère de succession : chacun garde quelque chose de ses prédécesseurs. Quant à la dénomination d'école ionienne, elle dénote seulement une communauté d'origine et de questionnement, plutôt qu'une similitude des thèses énoncées. C'est à ce titre que l'on peut retrouver chez Héraclite et Anaxagore l'esprit ionien.
La situation géographique de l'Ionie, sur les bords de la mer Égée, dans la partie occidentale de l'actuelle Turquie, la met en relation avec Babylone, l'Égypte et la Lydie,. Milet est la capitale de la région. La domination perse marque la fin de la puissance ionienne. Milet est détruite en 494 av JC. Les centres culturels se déplacent alors vers l'Italie du Sud puis Athènes. Les derniers représentants de l'école d'Ionie sont Hippon de Samos, Diogène d'Apollonie et Archélaos. On décèle des éléments ioniens chez Héraclite, originaire d'Éphèse, Anaxagore et Xénophane, eux aussi originaires d'Ionie,. 

## Caractères généraux
Les philosophes ioniens, depuis la présentation qu'en a donné Aristote (Métaphysique), sont considérés comme des « physiciens » ou des « philosophes de la nature ». Cette description se justifie par le fait qu'ils représentent un effort pour se détacher progressivement du discours mythologique et donner les raisons des choses,. C'est dans cette mesure que Phérécyde, qui entreprend d'interpréter les mythes, peut être rattaché à la philosophie ionienne,. Mais le passage du mythe au logos rationnel ne se fait pas d'un coup : leur représentation du monde est « encore embuée de magie ». En outre, ce serait une erreur de les considérer comme des matérialistes. 
La description donnée par Aristote laisse entendre qu'ils cherchaient à savoir quelle est la matière constitutive de l'univers. Pour Thalès, c'est l'eau ; pour Anaximène, l'air. La principale unité des penseurs ioniens, c'est cette question de l'origine (Archè) de toutes choses. Mais, quand Thalès parle de l'eau, on ne peut la réduire à un élément matériel : c'est de l'essence originelle des choses qu'il parle. L'eau de Thalès ne désigne pas seulement l'élément liquide, c'est un concept métaphysique. 
Ils présentent en commun l'étude de problèmes techniques : Anaximandre passe pour avoir inventé le gnomon, Thalès aurait prédit une abondante récolte d'olives et aurait su en tirer profit ; et l'étude des phénomènes atmosphériques et astronomiques. Leur explication de ces phénomènes emprunte à l'observation. Anaximandre conçoit la formation des astres par analogie avec l'orage. Les phénomènes d'évaporation et de condensation tiennent une place importante dans leur vision de la genèse de l'univers et de l'apparition de la vie. Ainsi Xénophane et Héraclite sont des héritiers des Ioniens dans la mesure où ils font de l'évaporation l'origine de la formation des astres. Mais, malgré la place qu'ils accordent à l'expérience, faire des Ioniens des « précurseurs » des sciences modernes serait un raccourci historique aventureux.